# Thượng Đình (xã)
Thượng Đình là một xã thuộc huyện Phú Bình, tỉnh Thái Nguyên, Việt Nam.

## Địa lý
Xã Thượng Đình nằm ở phía tây huyện Phú Bình, có vị trí Địa lý]
- Phía đông giáp xã Bảo Lý và xã Đào Xá
- Phía tây giáp thành phố Sông Công và thành phố Phổ Yên
- Phía nam giáp xã Điềm Thụy và xã Nhã Lộng
- Phía bắc giáp thành phố Sông Công và xã Đào Xá.

Xã Thượng Đình có diện tích 12,56 km², dân số là 8145 người, mật độ dân số đạt 648 người/km².
Quốc lộ 37 chạy qua địa bàn xã. Sông Cầu tạo thành ranh giới tự nhiên phía đông của xã (ngoại trừ một bán đảo nhỏ ở phía đông nam nằm bên kia sông).

## Hành chính
Xã Thượng Đình được chia thành 15 xóm: Đông Hồ, Trại Mới, Vũ Trấn, Tân Lập, Huống, Rô, Nhân Minh, Đồng Lưa, Ngọc Tâm, Hàng Tài, Đông Yên, Hòa Bình, Gò Lai, Bồng Lai, Hòa Thịnh.

## Kinh tế
Trên địa bàn xã Thượng Đình có nghề sản xuất đồ gỗ mỹ nghệ ở xóm Vũ Trấn, có nghề truyền thống làm giỏ tôm chủ yếu ở 3 xóm: Hòa Thịnh, Bồng Lai và Gò Lai.